# Tipula (Mediotipula) nitidicollis
Tipula (Mediotipula) nitidicollis is een tweevleugelige uit de familie langpootmuggen (Tipulidae). De soort komt voor in het Palearctisch gebied.